# Campionato italiano a squadre di calcio da tavolo 2002
Il Campionato italiano a squadre di calcio da tavolo del 2002 si è svolto a Falconara il 23 e 24 febbraio e a Castiglione del Lago il 6 e 7 aprile.

## Risultati

### Andata

#### Sesta giornata
- T.S.C. Black Rose '98 Roma - Reggiana Subbuteo 1-0
- A.C.S. Perugia - T.S.C. Stella Artois Milano 2-1
- S.C. Virtus 4 strade Latina - C.C.T. Eagles Napoli 1-2
- S.C. D.L.F. Falconara - C.C.T. Roma 2-0

##### Tabellini
Reggiana Subbuteo - T.S.C. Black Rose '98 Roma 0-1
| Renzo Frignani       | Giorgio Proietti        | 1-1 |
| Marco Lamberti       | Severino Gara           | 1-1 |
| Saverio Bari         | Daniele Pochesci        | 1-3 |
| Giancarlo Giulianini | Alessandro Mastropasqua | 1-1 |

C.C.T. Eagles Napoli - S.C. Virtus 4 strade Latina 2-1
| Antonio Mettivieri                      | Simone Nappini / Pasquale Mandara | 3-2 |
| Gianfranco Iazzetta / Vincenzo Varriale | Stafano Fontana                   | 0-2 |
| Massimo Bolognino                       | Mauro Salvati                     | 2-1 |
| Alain Hanotiaux                         | Emanuele Licheri                  | 2-2 |

S.C. D.F.L. Falconara - C.C.T. Roma 2-0
| Francesco Quattrini | Antonello Rodriguez                   | 3-0 |
| Luca Capellacci     | Fabrizio Sonnino                      | 4-0 |
| Andrea Catalani     | Derek Conti                           | 2-2 |
| Carlo Melia         | Alessandro Nicotra / Andrea Casentini | 0-0 |

T.S.C. Stella Artois Milano - A.C.S. Perugia 1-2
| Roberto Rocchi    | Simone Bertelli                              | 1-1 |
| Gianluca Galeazzi | Francesco Mattiangeli / Stefano De Francesco | 2-3 |
| Stefano Scagni    | Massimiliano Nastasi                         | 0-1 |
| Mario Corradi     | Marco Lauretti                               | 2-1 |

### Ritorno

#### Settima giornata

##### Tabellini
| - 1ª giornata - 2ª giornata - 3ª giornata - 4ª giornata | - 5ª giornata - 6ª giornata - 7ª giornata |

## Classifica finale
|  |    | Classifica finale 2002      | Pt | G  | V  | N | P  | PV | PP |
|  | -- | --------------------------- | -- | -- | -- | - | -- | -- | -- |
|  | 1. | A.C.S. Perugia              | 38 | 14 | 12 | 2 | -  | 29 | 7  |
|  | 2. | C.C.T. Eagles Napoli        | 37 | 14 | 12 | 1 | 1  | 30 | 8  |
|  | 3. | Reggiana Subbuteo           | 25 | 14 | 8  | 1 | 5  | 23 | 10 |
|  | 4. | S.C. D.L.F. Falconara       | 17 | 14 | 5  | 2 | 7  | 13 | 21 |
|  | 5. | T.S.C. Black Rose '98 Roma  | 15 | 14 | 4  | 3 | 7  | 17 | 23 |
|  | 6. | C.C.T. Roma                 | 12 | 14 | 3  | 3 | 8  | 11 | 28 |
|  | 7. | T.S.C. Stella Artois Milano | 10 | 14 | 2  | 6 | 6  | 13 | 23 |
|  | 8. | S.C. Virtus 4 strade Latina | 3  | 14 | -  | 3 | 11 | 9  | 35 |

## Formazione della Squadra Campione D'Italia
| De Francesco Stefano  |
| Mattiangeli Francesco |
| Nastasi Massimiliano  |
| Bertelli Simone       |
| Lauretti Marco        |
| Jacovich Roberto      |
| Mattiangeli Federico  |
| Manganello Mauro      |
| --------------------- |